# Åke Spångert
Åke Gilbert Spångert, ursprungligen Jansson, född 3 mars 1916 i Stockholm, tidigt med smeknamn Spånga, död 14 september 1998 i Vällingby, var en svensk idrottsman (medel- och långdistanslöpare). Han tävlade först för Spånga IS men övergick 1938 till Brandkårens IK, då han jobbade som brandman på Stockholms brandförsvar, fram till sin pension. Spångert är gravsatt i minneslunden på Råcksta begravningsplats.

## Meriter
Spångert vann SM på 1 500 meter år 1938, 1939 och 1942 samt på 5 000 meter 1936.
Två världsrekord på stafettlöpning 4 x 1500 meter och 4 x 1 engelsk mil 1941 (med Hugo Karlén, Henry Jonsson Kälarne och Bror Hellström).